# 부라이미주

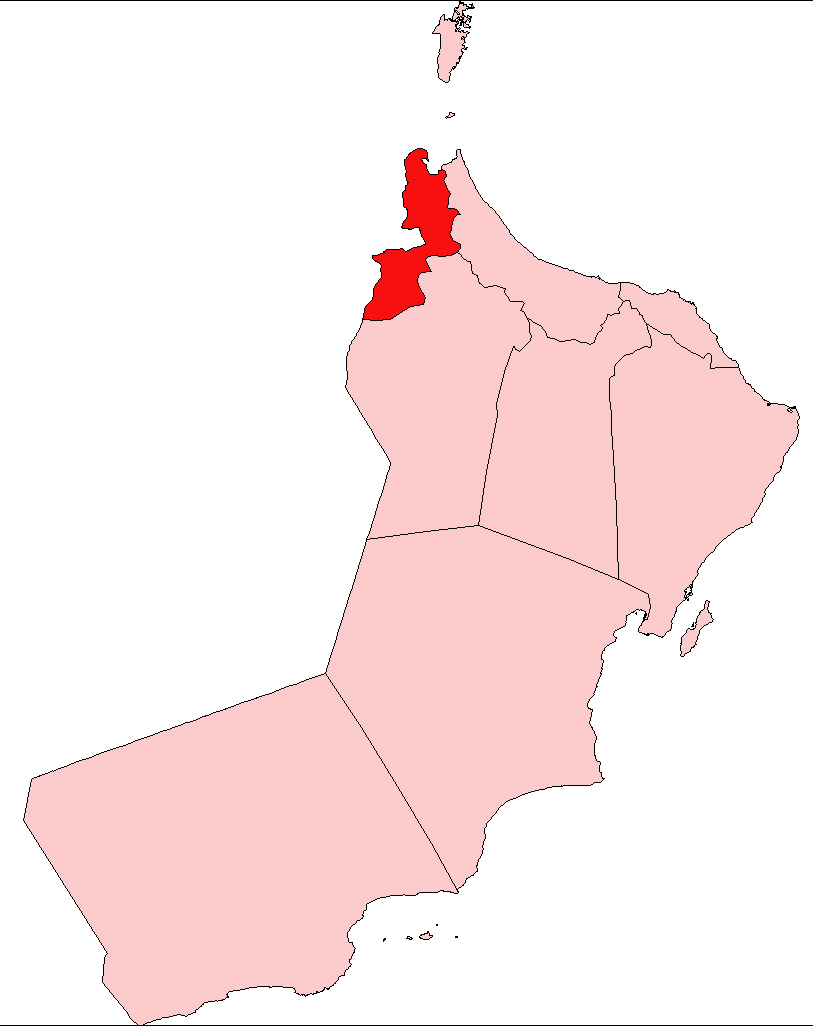
부라이미주의 위치

부라이미주(아랍어: محافظة البريمي)는 오만 북부에 위치한 주로 주도는 부라이미이며 인구는 76,838명(2003년 기준) 면적은 7,000km2이다.
2006년 다히라 지방(현재의 다히라주)에서 분리되어 신설되었다. 동쪽으로는 북바티나주, 남동쪽으로는 다히라주와 접하며 서쪽과 북쪽으로는 아랍에미리트와 국경을 접한다. 3개 구를 관할한다.

## 같이 보기
- 동아라비아